# Wasabi: Hubert zawodowiec
Wasabi: Hubert zawodowiec (oryg. Wasabi) – francusko-japońska komedia kryminalna z 2001 roku w reżyserii Gérarda Krawczyka, według scenariusza Luca Bessona i z Jeanem Reno w roli głównej. We Francji film był dystrybuowany pt. Wasabi – la petite moutarde qui monte au nez. Zdjęcia kręcono w Paryżu i w Tokio.

## Opis fabuły
Hubert (Jean Reno) jest francuskim policjantem, który bezwzględnie zwalcza przestępczość. Został zmuszony przez swojego przełożonego do wzięcia dwóch miesięcy urlopu, bo szef nie podziela skutecznych, chociaż brutalnych metod jakimi Hubert się posługuje. Hubert wyjeżdża do Japonii, na pogrzeb swojej ukochanej, z którą pracował 19 lat wcześniej. Tam zapoznaje się z jej testamentem – został wybrany przez nią na jego wykonawcę. Ukochana Japonka 19 lat wcześniej opuściła go nie podając powodu. W Japonii spotyka starego przyjaciela  Momo (Michel Muller) i dowiaduje się, że ma dorosłą córkę – Yumi (Ryōko Hirosue), o której istnieniu nic nie wiedział. Ostatecznie Hubert odkrywa, dlaczego partnerka go opuściła.

## Obsada
- Jean Reno – Hubert Fiorentini
- Ryōko Hirosue – Yumi Yoshimido
- Michel Muller – Maurice „Momo”
- Carole Bouquet – Sofia
- Ludovic Berthillot – Jean-Baptiste #1
- Yan Epstein – Jean-Baptiste #2
- Michel Scourneau – Van Eyck
- Christian Sinniger – Squale
- Jean-Marc Montalto – Olivier
- Alexandre Brik – Irène
- Fabio Zenoni – Josy
- Véronique Balme – Betty
- Jacques Bondoux – Del Rio
- Yoshi Oida – Takanawa
- Haruhiko Hirata – Ishibashi
- Edilberto Ruiz – Guacamole